# 5-HT7-рецептор
5-HT₇-рецептор — один из подтипов серотониновых рецепторов, относящийся к семейству метаботропных G-белок-связанных рецепторов на мембране клетки. Он активируется нейромедиатором серотонином (5-гидрокситриптамином, 5-HT). Рецепторы подтипа 5-HT₇ связаны с гетеротримерным G-белком Gs, который стимулирует образование внутриклеточных сигнальных молекул (вторичных мессенджеров) — молекул цАМФ. Он экспрессируется в различных тканях человека, в особенности в мозге, в желудочно-кишечном тракте и в кровеносных сосудах. В последнее время 5-HT₇-рецептор является мишенью для разработки новых лекарств, предназначенных для лечения различных заболеваний, в частности, лекарств для лечения депрессий, то есть антидепрессантов. Рецепторы подтипа 5-HT₇ кодируются геном HTR7, который у человека транскрипционируется путём альтернативного сплайсинга в 3 различных сплайс-варианта — 5-HT₇(a), 5-HT₇(b), 5-HT₇(d). Вариант 5-HT₇(c) у человека отсутствует, зато имеется у крыс, у которых отсутствует 5-HT₇(d).

## Функция
У человека нейромедиатор серотонин играет важную роль в регуляции различных когнитивных, эмоциональных и поведенческих функций и реакций. Многие из этих регуляторных функций, по-видимому, осуществляются именно через рецепторы подтипа 5-HT₇. Эти рецепторы, кодируемые геном HTR7, относятся к суперсемейству G-белок-связанных рецепторов. Когда 5-HT₇ рецептор активируется серотонином, запускается нисходящий сигнальный каскад, начинающийся с высвобождения из GPCR-комплекса стимулирующего гетеротримерного G-белка, так называемого Gsα. В свою очередь, этот белок Gsα активирует аденилатциклазу, что приводит к повышению внутриклеточного уровня вторичного мессенджера — циклического аденозинмонофосфата.
Рецепторы подтипа 5-HT₇ играют роль в расслаблении гладких мышц сосудов и желудочно-кишечного тракта. В мозгу наиболее высокая плотность 5-HT₇-рецепторов обнаруживается в таламусе и гипоталамусе. Достаточно высокие концентрации этого рецептора обнаруживаются также в гиппокампе, лимбической системе и коре. Рецепторы подтипа 5-HT₇ вовлечены в регуляцию температуры тела, циркадного ритма, сна, процессов обучения и памяти. Существуют также данные о том, что 5-HT₇-рецепторы могут быть вовлечены в регуляцию настроения и эмоций, что, возможно, делает их важной мишенью при лечении депрессий и при разработке новых антидепрессантов.

## Открытие
В 1983 году было впервые обнаружено свидетельство существования особого подтипа серотониновых рецепторов, функционально сходного с 5-HT₁, но не идентичного ему. Десять лет спустя, в 1993 году, был выделен, клонирован и охарактеризован 5-HT₇-рецептор. После этого стало очевидным, что рецептор, впервые описанный в 1983 году, является именно 5-HT₇-рецептором.

## Варианты альтернативного сплайсинга
У человека обнаружены три варианта альтернативного сплайсинга, обозначаемые h5-HT₇(a), h5-HT₇(b) и h5-HT₇(d), которые кодируют рецепторы, отличающиеся лишь C-концом. Вариант рецептора h5-HT₇(a) является вариантом полной длины (445 аминокислот), в то время как вариант h5-HT₇(b) — это тот же белок, обрезанный на 432-й аминокислоте вследствие наличия альтернативного донорского сплайсинг-сайта. Изоформа h5-HT₇(d) отличается: удержание экзоновой кассеты в регионе, кодирующем C-конец белка, вызывает образование аминокислотной последовательности из 479 аминокислот с C-терминальным концом, значительно отличающимся от h5-HT₇(a). Сплайсинг-вариант 5-HT₇(c) обнаруживается в тканях крысы, но не обнаруживается у человека. И наоборот, крысы не экспрессируют вариант сплайсинга, гомологичный человеческому h5-HT₇(d), потому что крысиный ген белка 5-HT₇-рецептора не имеет экзона, необходимого для кодирования этой изоформы. Аффинность различных лекарств к разным вариантам сплайсинга 5-HT₇-рецептора сходна; однако эффективность обратных агонистов (степень их внутренней обратной агонистической активности), судя по всему, зависит от сплайс-варианта рецептора, то есть отличается для разных вариантов сплайсинга.

## Клиническое значение
Ген белка 5-HT₇-рецептора является возможным кандидатом на вовлечённость в развитие аутизма и ряда других психических заболеваний.

## Лиганды
С рецепторами подтипа 5-HT₇ со средней или высокой степенью аффинитета связывается значительное количество разнообразных лигандов.

### Агонисты
Агонисты имитируют эффекты эндогенного лиганда, которым для 5-HT₇-рецепторов является серотонин (связывание серотонина с 5-HT₇-рецепторами приводит к повышению внутриклеточного уровня циклического АМФ).
- 5-карбоксамидотриптамин (5-CT)
- 5-метокситриптамин (5-MT, 5-MeOT)
- 8-OH-DPAT (смешанный 5-HT1A / 5-HT₇ агонист)[17]
- арипипразол (слабый парциальный агонист, однако связывается с рецептором сильнее серотонина, и, таким образом, фактически является антагонистом)[18]
- AS-19
- E-55888[19]
- E-57431[20]
- LP-12 (4-(2-дифенил)-N-(1,2,3,4-тетрагидронафтален-1-ил)-1-пиперазин-гексанамид)
- LP-44 (4-[2-(метилтио)фенил]-N-(1,2,3,4-тетрагидро-1-нафталенил)-1-пиперазин-гексанамид)
- LP-211
- ЛСД
- MSD-5a[21]
- Nω-метилсеротонин[22]
- N-(1,2,3,4-тетрагидронафтален-1-ил)-4-арил-1-пиперазин-гексанамиды (могут быть как агонистами, так и антагонистами в зависимости от того, какими радикалами замещена боковая цепь)[23][24]
- N,N-диметилтриптамин
- RA-7 (1-(2-дифенил)пиперазин)

### Антагонисты
Нейтральные антагонисты (также называемые «молчаливыми антагонистами») связываются с рецепторами, но не имеют собственной внутренней активности, и лишь блокируют связывание с рецептором как агонистов, так и обратных агонистов.
Обратные агонисты ингибируют конституциональную (встроенную) активность рецептора, вызывая эффекты, противоположные эффектам агонистов (в случае 5-HT₇-рецептора — эффект снижения содержания в клетке циклического АМФ). Обычно в литературе и нейтральные антагонисты, и обратные агонисты описываются вместе под одной рубрикой «антагонисты». В случае 5-HT₇-рецепторов проведение грани между нейтральными антагонистами и обратными агонистами осложняется ещё и тем, что внутренняя антагонистическая (то есть обратная агонистическая) активность различных лигандов-антагонистов различна по отношению к различным вариантам альтернативного сплайсинга 5-HT₇-рецептора. Так, например, месулергин и метерголин считаются нейтральными антагонистами по отношению к изоформам рецептора h5-HT₇(a) и h5-HT₇(d), но проявляют выраженную обратную агонистическую активность по отношению к h5-HT₇(b) варианту сплайсинга 5-HT₇-рецептора.

#### Нейтральные антагонисты
Сильными антагонистами 5-HT₇-рецепторов являются многие антидепрессанты и многие атипичные антипсихотики, а также некоторые из типичных антипсихотиков (в частности трифлуоперазин, фторфеназин). Это может, наряду с другими механизмами, частично обуславливать антидепрессивный эффект этих антидепрессантов и атипичных антипсихотиков, а также способность указанных антипсихотиков потенцировать действие антидепрессантов.
Антагонистами 5-HT₇-рецепторов являются также многие противомигренозные препараты, такие, как метисергид, кетансерин, ритансерин. Возможно, что антагонизм по отношению к 5-HT₇-рецепторам вносит свой вклад в их антимигренозное профилактическое действие.
Предположение о связи антагонизма к 5-HT₇ с наличием или усилением антидепрессивной активности служило одним из мотивов к разработке вортиоксетина — атипичного антидепрессанта, который, помимо способности к ингибированию обратного захвата серотонина, обладает также тропностью к целому ряду серотониновых рецепторов, в частности является сильным антагонистом 5-HT₇-рецепторов.

##### Антидепрессанты
- амитриптилин
- амоксапин
- кломипрамин
- имипрамин
- мапротилин
- миансерин
- вортиоксетин

##### Атипичные антипсихотики
- амисульприд[27]
- сульпирид
- оланзапин
- клозапин
- зипрасидон
- луразидон
- сертиндол
- зотепин

##### Традиционные (типичные) антипсихотики
- фторфеназин
- трифлуоперазин
- спиперон
- локсапин

##### Антимигренозные препараты
- метисергид
- месулергин
- кетансерин
- ритансерин

##### Антидементные препараты
- флуперлапин
- тенилапин

##### Разное
- ципрогептадин

##### Исследовательские препараты
- 3-{4-[4-(4-хлорфенил)-пиперазин-1-ил]-бутил}-3-этил-6-фторо-1,3-дигидро-2H-индол-2-он[28]
- DR-4485
- EGIS-12233 (смешанный 5-HT₆- / 5-HT₇-антагонист)
- ICI 169,369
- LY-215,840
- SB-258,719[29][30][31]
- SB-258,741[31]
- SB-269,970 (высоко селективный по отношению к 5-HT₇-рецепторам)[32]
- SB-656,104-A[33]
- SB-691,673[29]
- TFMPP
- AVN-101 (CD-008-0045)[34][35]

#### Инактивирующие антагонисты
Инактивирующие антагонисты являются неконкурентными антагонистами, которые вызывают перманентную нечувствительность рецептора к агонисту (даже после освобождения рецептора от связывания с инактивирующим антагонистоv), что напоминает эффект десенситизации рецепторов, наблюдаемый при их длительной или повторяющейся стимуляции агонистом. Однако инактивация 5-HT₇-рецепторов существующими на сегодня «инактивирующими антагонистами» происходит не по классическим механизмам рецепторной инактивации или десенситизации, таким, как фосфорилирование рецепторного белка, связывание рецепторного белка с бета-арестином или интернализация рецептора (его «проваливание» внутрь клетки). Вместо этого существующие на сегодняшний день инактивирующие антагонисты необратимо или псевдо-необратимо ковалентно связываются с 5-HT₇ рецептором, как показывают опыты с меченым радиоактивным [3H]-рисперидоном.
Среди инактивирующих антагонистов 5-HT₇-рецепторов обнаруживаются уже известные антимигренозные соединения, а также уже известные типичные и атипичные антипсихотики.
Возможно, что наличие у бромокриптина и лизурида антидепрессивной активности связано не только с их агонизмом к D₂-рецепторам, но и с их необратимым антагонизмом к 5-HT₇-рецепторам и ряду других серотониновых рецепторов. То же замечание касается рисперидона и палиперидона.

##### Антимигренозные препараты
- метерголин[38]

##### Дофаминергические агонисты
- бромокриптин[38]
- лизурид[38]

##### Типичные антипсихотики
- метиотепин[37]

##### Атипичные антипсихотики
- палиперидон[37]
- рисперидон[37]